# Rockwell Kent
Rockwell Kent (ur. 21 czerwca 1882 w Tarrytown, zm. 13 marca 1971 w Plattsburgh) – amerykański malarz, grafik, pisarz. Tworzył głównie w dziedzinie grafiki i ilustracje (m.in. do książki Moby Dick). Pisał również książki podróżnicze, autobiograficzne. 
Sygnatariusz apelu sztokholmskiego w 1950 roku. 
W 1967 otrzymał Międzynarodową Leninowską Nagrodę Pokoju.